# Hipogeu da Villa Glori
Hipogeu da Villa Glori (em italiano:  Ipogeo di Villa Glori) é um hipogeu romano localizado nas imediações da Villa Glori, no quartiere Parioli de Roma.

## História
Este hipogeu foi descoberto por acaso em 1794 pelo professor Albigaard escavado no tufo dos montes Parioli. Antigamente ficava numa rua, mais tarde separado pelo Vicolo della Rondinella que, separando-se do eixo principal da Via Flaminia, contornava os pontos mais elevados da atual Villa Glori e seguia até o rio Tibre: o hipogeu não ficava isolado e foi mais tarde incorporado a uma área mais interna de um cemitério em relação à Via Flaminia. O sepulcro foi pilhado de sua decoração escultural e sua decoração de estuques e mosaicos foi muito danificada.
No sepulcro estão presentes tanto lóculos para colocação dos corpos dos defuntos quando nichos para as urnas cinerárias. A criação original do hipogeu data da época antonina e foi utilizado nos séculos II e III

## Descrição
A partir da entrada, no primeiro ambiente, destaca-se o acúmulo de todo tipo de entulho e detritos. Apesar disso, é possível ver no chão uma abertura com degraus esculpidos na tufa, infelizmente também preenchida com vários tipos de detritos, que provavelmente levava a um ambiente mais baixo. As paredes e o teto deste ambiente estão completamente marcados pelos vestígios dos pedreiros que provavelmente o readaptaram.
Continuando chega-se ao final do corredor, onde há uma abertura que, depois de um túnel curto (provavelmente escavado para saquear o segundo ambiente) que leva à parte mais interessante do todo hipogeu. O uso deste segundo ambiente era de tipo sepulcral. A entrada original ficava exatamente do lado oposto desta abertura, o que pode ser confirmado pelos traços de uma laje de mármore no topo desta entrada, agora completamente enterrada; os furos das grandes cunhas que sustentavam a laje ainda são perfeitamente visíveis. Este túmulo de câmara é formado de um lado por três nichos, dos quais os dois laterais são perfeitamente simétricos, enquanto o central, do alto do qual se entra, é menor e de uma manufatura diferente. É possível admirar na parede esquerda um arcossólio que conserva traços arquitetônicos no interior (provavelmente era fechado por uma laje de mármore), enquanto a abóbada de arco abaixado está decorada com o estuque com partições geométricas.
Infelizmente, o trabalho dos vândalos foi devastador: é possível notar como existem ainda hoje grafitos feitos com a fumaça de velas no início dos anos 70 que enegreceram a maioria dos estuques sobreviventes e as numerosas assinaturas presente nas paredes (algumas datam do século XVIII). Infelizmente, no entanto, o trabalho dos vândalos não se limitou apenas a isso: é possível perceber como as tentativas de remover os painéis contendo figuras da mitologia grega e latina que compunham os estuques fracassaram, deixando os restos pelo chão. Apenas algumas sobreviveram. No entanto, os desenhos do pintor dinamarquês J.H. Cabott realizados logo depois da descoberta, parcialmente compensam algumas graves lacunas. A abóbada, com o seu arco rebaixado, era coberta com uma decoração em estuque branco com partições geométricas com os campos separados uns dos outros por um motivo de trança e ocupados por motivos vegetais e figurativos. No centro da composição, em um campo retangular, estão os Dióscuros, enquanto ao redor, dentro de seis campos octogonais encontramos Baco (Dionísio) montado numa pantera, Hércules bêbado sentado em um velho centauro, bacantes e faunos com os atributos das quatro estações. Nos campos menores estão figuras e outros atributos do repertório dionisíaco. Ambos os tetos dos nichos laterais tinham uma partição geométrica com elementos quadrangulares dispostos em filas regulares em torno de um campo central maior ocupado por uma figura alada.
Uma parte dos estuques sobreviventes, discretamente preservados, são também os estuques do arcossólio à direita, nos quais se pode até ver vestígios de policromia, o que significa que provavelmente todo o hipogeu era decorado em cores brilhantes. No entanto, dúvidas sobre o uso real e a datação do hipogeu são muitas, apesar da presença dos estuques sobreviventes indique o século II ou o final da era imperial. Contudo, seria necessário escavar os outros ambientes adjacentes, provavelmente mais bem preservados porque ainda estão completamente enterrados.